# Ligne 4 du métro de São Paulo
La ligne 4 du métro de São Paulo, mise en service en 2010, est une ligne propriété du métro de São Paulo et exploité par la compagnie ViaQuatro dans le cadre d'une concession avec un partenariat public-privé. Elle est située dans la ville de São Paulo.
Il s'agit de la première ligne de métro automatique en Amérique latine et de la première concession de type partenariat public-privé du Brésil.

## Historique

### Chronologie des ouvertures
- 25 mai 2010 : 3,6 km de Paulista à Faria Lima[1],
- 28 mars 2011 : Faria Lima à Butantã[2],
- 16 mai 2011 : station Pinheiros[3],
- 15 septembre 2011 : Paulista à Luz, avec la station República[4],
- 15 novembre 2014 : station Fradique Coutinho[4],
- 23 janvier 2018 : station Higienópolis–Mackenzie[4],
- 4 avril 2018 : station Oscar Freire[4],
- 4 avril 2018 : 2,5 km de Butantã à São Paulo-Morumbi[4].

### Histoire
Réalisé en partenariat public-privé, la ligne 4 du métro de São Paulo est exploité et maintenu, pour une durée de 30 ans, par le groupement concessionnaire « ViaQuatro » dans le cadre d'un contrat avec l'État de São Paulo. Le capital de ViaQuatro est détenu par Companhia de Concessões Rodoviárias (CCR) à 75 %, RuasInvest Participações à 15 % et Mitsui & Co à 10 %,. Pour l'établissement des règles d'exploitation, la formation et le démarrage des opérations, ViaQuatro a bénéficié de l'assistance technique du groupe RATP via sa filiale RATP Dev, qui détenait 1 % du capital de ViaQuatro jusqu'en 2015.

## Infrastructure

### Ligne
La ligne 4 - Jaune est entièrement souterraine, entre Vila Sônia et Luz. La seule partie de la ligne en surface est l'accès à l'atelier Vila Sônia. Elle est longue de 12,8 km et à écartement large, 1 435 mm.

### Stations
- Luz
- República
- Higienópolis–Mackenzie
- Paulista
- Oscar Freire
- Fradique Coutinho
- Faria Lima
- Pinheiros
- Butantã
- São Paulo-Morumbi
- Vila Sônia (son ouverture est prévue à la fin de l'année 2021)

### Atelier
La ligne 4 possède un atelier : l'Atelier Vila Sônia.

## Exploitation

### Système de circulation
C'est une ligne qui fonctionne sans conducteur avec le système automatique Trainguard MT CBTC de Siemens Mobility, géré depuis le Centre de Contrôle Opérationnel (CCO). Ce système permet sans conducteur permet des circulations avec des rames très proche les unes des autres. Les stations sont toutes équipées de portes palières, qui outre la sécurité qu'elle procure aux voyageurs permettent d'éviter nombres d'incidents synonymes de retards des circulations.

### Matériel roulant
La ligne est équipée de 29 rames fabriquées par le fournisseur coréen Hyundai Rotem. Chaque rame étant composée de six voitures, la flotte totale de la ligne est de 174 voitures.